# Sozialsystem
Das Sozialsystem einer Volkswirtschaft fasst die über Steuern und Sozialabgaben finanzierten Absicherungen für die Bevölkerung zusammen. Zum Sozialsystem zählt zum Beispiel  das Teilsystem der Sozialversicherung.
Die meisten Teile der heutigen Sozialsysteme in Europa wurden gegen Ende des 19. Jahrhunderts eingeführt.

## Wirtschaftswissenschaften

### Neoklassische Sicht des Sozialsystems
Da zur Aufrechterhaltung eines Sozialsystems Abgaben nötig sind, die nach neoklassischer Theorie zu Nettowohlfahrtsverlusten führen, konkurriert ein Sozialsystem mit dem Wohlstand der Allgemeinheit. Mit einem ausgeprägten Sozialsystem lässt sich somit keine Vollbeschäftigung erreichen. Dennoch scheint ein Sozialsystem nötig, um Kranken, Alten oder Arbeitsunfähigen ein Auskommen zu ermöglichen.
Seit den 1980ern versuchte man durch eine Beschränkung des Sozialsystems erreichen und somit einer vermuteten „Empfängermentalität“ entgegenzuwirken. Dies zeigte sich bereits in den 1980ern durch einen Umbau des Sozialsystems in Großbritannien, später in Schweden und in Ansätzen auch in Deutschland (Hartz IV).

### Keynesianische Sicht des Sozialsystems
Abgesehen von Fragen der Verteilungsgerechtigkeit spielt der Sozialstaat aus keynesianischer Sicht vor allem in dreierlei Hinsicht eine wichtige Rolle. Erstens als permanente Stütze der privaten Konsumnachfrage, zweitens als Stabilisator in Krisenzeiten und drittens zur Eindämmung von Unsicherheit. Aus keynesianischer Sicht lässt sich empirisch kein statistisch signifikanter negativer Zusammenhang zwischen dem Ausbau des Sozialstaates und Wachstum bzw. Beschäftigung herleiten.
Während sich die Staatsquote (Anteil der Staatsausgaben am BIP) in Deutschland im Jahr 2003 auf 48 % belief, wies Schweden eine Staatsquote von 59 %, Frankreich von 54 % auf. Interessant ist, dass das Wirtschaftswachstum in Schweden zwischen 1999 und 2004 jährlich im Schnitt 1,6-%-Punkte über dem deutschen Wachstum lag. Das französische Wachstum lag ein Prozentpunkt über dem Deutschen. Überdies besteht in den OECD-Staaten eine eindeutig  positive Korrelation zwischen der Höhe des BIP und dem Ausbau des Sozialstaates.

## Deutschland
Während Ludwig Erhard noch vermutete, ein Sozialsystem würde mit steigendem Wohlstand einer Gesellschaft mehr und mehr überflüssig werden, zeigte sich – bspw. in Deutschland mit dem Wirtschaftswunder –, dass mit sinkender Not der Bedarf nach einem umfassenden Sozialsystem sogar steigt; Sicherheit erwies sich als sogenanntes superiores Gut.
Aus soziologischer Sicht waren Sozialsysteme, die vor Risiken schützten, ein Hauptgrund dafür, warum die Mittelschicht in Deutschland größer war als in anderen europäischen Ländern etwa in Großbritannien oder Italien.